# Ladutjärnen (Vänjans socken, Dalarna, 673431-140690)
Ladutjärnen är en sjö i Mora kommun i Dalarna och ingår i Dalälvens huvudavrinningsområde. Sjön har en area på 0,0596 kvadratkilometer och ligger 249,1 meter över havet.

## Delavrinningsområde
Ladutjärnen ingår i det delavrinningsområde (673289-140707) som SMHI kallar för Inloppet i Van. Medelhöjden är 321 meter över havet och ytan är 10,47 kvadratkilometer. Räknas de 196 avrinningsområdena uppströms in blir den ackumulerade arean 2 184,34 kvadratkilometer. Vanån som avvattnar avrinningsområdet har biflödesordning 3, vilket innebär att vattnet flödar genom totalt 3 vattendrag innan det når havet efter 342 kilometer. Avrinningsområdet består mestadels av skog (87 procent). Avrinningsområdet har 0,06 kvadratkilometer vattenytor vilket ger det en sjöprocent på 0,5 procent.